# Бакнер (Кентуккі)
Бакнер (англ. Buckner) — переписна місцевість (CDP) в США, в окрузі Олдем штату Кентуккі. Населення — 5785 осіб (2020).

## Географія
Бакнер розташований за координатами 38°23′12″ пн. ш. 85°26′59″ зх. д. / 38.38667° пн. ш. 85.44972° зх. д. (38.386779, -85.449644).  За даними Бюро перепису населення США в 2010 році переписна місцевість мала площу 19,81 км², з яких 19,36 км² — суходіл та 0,45 км² — водойми.

## Демографія
Згідно з переписом 2010 року, у переписній місцевості мешкало 5837 осіб у 903 домогосподарствах у складі 802 родин. Густота населення становила 295 осіб/км².  Було 960 помешкань (48/км²).
Расовий склад населення:
| - 82,6 % — білих - 13,7 % — чорних або афроамериканців - 0,6 % — корінних американців - 0,6 % — азіатів |

До двох чи більше рас належало 1,7 %. Частка іспаномовних становила 2,7 % від усіх жителів.
За віковим діапазоном населення розподілялося таким чином: 17,5 % — особи молодші 18 років, 76,6 % — особи у віці 18—64 років, 5,9 % — особи у віці 65 років та старші. Медіана віку мешканця становила 38,8 року. На 100 осіб жіночої статі у переписній місцевості припадало 299,2 чоловіків;  на 100 жінок у віці від 18 років та старших — 410,0 чоловіків також старших 18 років.
Середній дохід на одне домашнє господарство  становив 131 904 долари США (медіана — 115 139), а середній дохід на одну сім'ю — 137 713 долари (медіана — 117 222). Медіана доходів становила 45 114 долари для чоловіків та 55 000 доларів для жінок. За межею бідності перебувало 9,6 % осіб, у тому числі 15,7 % дітей у віці до 18 років та 0,0 % осіб у віці 65 років та старших.
Цивільне працевлаштоване населення становило 1232 особи. Основні галузі зайнятості: освіта, охорона здоров'я та соціальна допомога — 22,0 %, фінанси, страхування та нерухомість — 17,1 %, виробництво — 12,3 %, роздрібна торгівля — 10,9 %.